# El Sallent
|  | Per a altres significats, vegeu «Sallent (desambiguació)». |

El Sallent és un veïnat a l'est del terme municipal de Santa Pau (la Garrotxa). S'estén des del vessant de la serra de Sant Julià del Mont, al nord, fins a la serra de Finestres, al sud. A l'est limita amb el Torn i amb Mieres (collet de Colitzà, muntanya de la Torre o del Montestir i Collveí) i, a l'oest, amb el veïnat dispers dels Arcs (depassada ja la Serra de l'Aritger), també dins del municipi de Santa Pau.
El centre del veïnat és situat al voltant de l'església de Sant Vicenç del Sallent, indret que s'alça al damunt de l'aiguabarreig del Ser, que ve del pla de Santa Pau, i la riera de Samariu o d'Esparregueres, que prové de l'obaga de la Serra de Finestres. Al voltant de l'església hi ha un conjunt de cases que tenen l'origen en una sagrera (o cellera) medieval. Hi predomina, però, un poblament dispers. Nombrosos masos s'estenen per tot el terme: la Torroella, Can Menter (o Rocacorba), els Casals, Can Batlle, Reixac, Proant, Puigmolí, Corbs, Esparregueres, Bonolla, Can Badia, etc. El veïnat del Sallent, amb la seva església, és situat a uns 330 m sobre el nivell del mar. Hi trobem les terres de conreu més bones als riberals força estrets: cap a Reixac, davant de Can Batlle, a la zona de la Torroella, entre Mainau i Corbs, etc.
Des d'un punt de vista geològic, hom pot distingir dues zones: d'una banda, la fondalada solcada pel Ser, on els materials són d'origen volcànic, bàsicament basalt (l'anomenada «pedra ferral»), de l'altra, la resta, on hi ha materials sedimentaris, margues, gresos de ciment calcari i calcàries nummulítiques. El clima correspon al d'una zona de transició. És un clima mediterrani humit i temperat, a mig camí entre el que hi ha a la cubeta d'Olot, força atlàntic, i el que hi ha a la zona de l'Empordà, força més sec. La pluviositat és d'uns 900 mm anuals.
En aquest veïnat, la zona coberta de bosc representa, aproximadament, el 80% de la superfície total. Predomina l'alzinar de Quercus ilex, encara que a la zona de Colitzà hi hagi boscs de pi blanc, Pinus halepensis, i que a les fondalades i obacs frescals sigui dominant la roureda de roure martinenc (Quercus humilis).

## Història
En un diploma carolingi de l'any 878, concedit al monestir de Sant Esteve de Banyoles, ja s'esmenten les cel·les monàstiques de Sant Vicenç [del Sallent]. L'any 916, trobem, que es menciona "a Santa Pau, la cel·la de Sant Vicenç, amb tots els seus termes". Ja en època carolíngia, es degueren edificar un conjunt de vilars o petits nuclis de poblament: Corbs, possiblement la Torroella, Sant Miquel, Proant, Cases, etc. Aquests llogarets esdevingueren masos al llarg de l'edat mitjana central. En aquesta etapa, trobem uns masos Corbs d'Amunt i Corbs d'Avall, Sant Miquel d'Amunt i Sant Miquel d'Avall, Esparregueres, Bonolla, Abadia (ara Can Badia), la Torroella d'Amunt i d'Avall, Proant, Codinac, etc. Al seu costat, es crearen algunes bordes i diverses masoveries.
A la fi de l'edat mitjana, molts d'aquests masos més petits s'abandonaren i esdevingueren masos rònecs. Alguns es recuperaren als segles xvii i xviii, d'altres no. Al llarg del segle xx, hi ha hagut un nou despoblament. Actualment només resten uns quants masos habitants, dedicats sobretot a l'agricultura i les activitats ramaderes.
Fins a 1846 El Sallent havia estat municipi independent, moment en què va ser incorporat a Santa Pau.